# Église Sainte-Jeanne-d'Arc de Beaurevoir
L'église Sainte-Jeanne-d'Arc de Beaurevoir est une église située sur le territoire de la commune de Beaurevoir, dans le département de l'Aisne, en France.